# Ідзумодзакі

37°32′ пн. ш. 138°43′ сх. д. / 37.533° пн. ш. 138.717° сх. д.
Ідзумодза́кі (яп. 出雲崎町, いずもざきまち, МФА: [id͡zumod͡zakʲi mat͡ɕi̥]) — містечко в Японії, в повіті Санто префектури Ніїґата. Станом на 1 квітня 2009 площа містечка становила 44,38 км². Станом на 1 червня 2011 населення містечка становило 4866 осіб.